# Leia longiseta
Leia longiseta är en tvåvingeart som beskrevs av Barendrecht 1938. Leia longiseta ingår i släktet Leia och familjen svampmyggor. Inga underarter finns listade i Catalogue of Life.